# Beit Obeid
Beit Obeid, Beit Abid ( em árabe: بيت عبيد   ) é uma Aldeia no Distrito de Zgharta, na província do norte do Líbano .